# Meriadoc Vinbock

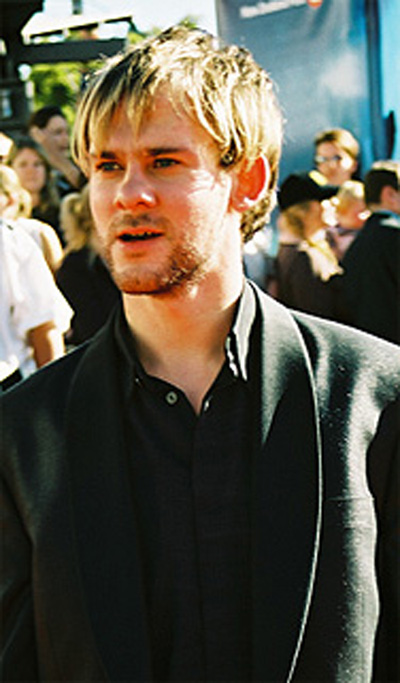
Meriadoc Vinbock spelades av Dominic Monaghan i filmen av Peter Jackson.

Meriadoc Vinbock (i Åke Ohlmarks översättning) eller Meriadoc Brännbock (i Erik Andersson översättning), i den engelska originaltexten Meriadoc Brandybuck, oftast kallad "Merry", är en av hoberna i Sagan om ringen. Meriadoc Vinbock är en vän till Frodo och kusin till både honom och Peregrin "Pippin" Took. På det gemensamma språket (påhittat av Tolkien) heter han Kalimac Brandagamba.

## Biografi
Merry beskrivs av Tolkien som den mest klarsynte och kloke av hoberna. Han är till exempel väl förberedd när Frodo, Sam och Pippin reser iväg med ringen, och är beredd att följa med. Han leder dem in genom den gamla skogen där Tom Bombadill bor. I Vattnadal studerar han kartor och förbereder sig inför resan som han förstår kommer att bli av. Vattnadals herre halvalven Elrond avser att skicka hem Merry och Pippin eftersom de är så unga, men eftersom trollkarlen Gandalf går i god för dem tillåts de följa med.
När brödraskapet splittras blir Merry och Pippin tillfångatagna av Sarumans uruk-haier, som snart får sällskap av orcher från Mordor, vilket leder till att Aragorn, Legolas och Gimli följer orchernas spår för att försöka rädda de två hoberna. Efter att ha sprungit ett par dagar börjar de två orchgrupperna bråka sinsemellan om vad man ska göra med Merry och Pippin. Uruk-haierna vill föra dem till sin herre Saruman, medan de något svagare mordororcherna vill ta dem till Barad-dûr. I det tumult som utbryter då orcherna under sina inbördes gräl överraskas i ett anfall av Rohans ryttare, ledda av marskalk Éomer, flyr Merry och Pippin in i Fangornskogen. De stöter där på den uråldriga enten Lavskägge som tar väl hand om dem.
Lavskägge kallar samman enteting, en församling av enter från hela skogen, för att diskutera huruvida de ska hjälpa till att störta Saruman. Efter flera dagar, som Merry och Pippin tillbringar med den något yngre enten Snabba solstrålen, beslutas att enterna ska tåga mot Isengård. De finner fästningen så gott som tom, då Sarumans armé av uruk-hai har marscherat mot Helms klyfta Ett par dagar senare kommer Gandalf, Aragorn, Legolas och Gimli tillsammans med kung Théoden till Isengård, för att göra upp med Saruman. Gandalf bryter Sarumans kraft, tillika hans stav, och lägger beslag på den palantír (seende sten) som funnits i tornet. Merry och Pippin följer med Théoden och de andra därifrån, men skiljs åt då Pippin tar palantíren från Gandalf och av misstag visar sig för Sauron. Gandalf ger sig därför av i sporrsträck mot Minas Tirith med Pippin, för att skydda honom. Vid Helms klyfta viker Aragorn av i sällskap av Legolas, Gimli och ett sällskap dúnedain som ridit från norden till hans hjälp, ledda av hans vän Halbarad och Elronds söner. I Dune harv, där rohirrims mönstring genomförs, svär Merry trohet till Theoden och tar plats som dennes väpnare.
När armén ger sig av till Gondors undsättning, förbjuds Merry att följa med. Han förs i hemlighet med av den unge ryttaren Dernhelm, och kan därför delta i slaget på Pelennor vid Minas Tiriths murar. När Théoden med sin häst Snömane fälls av en vingbest som nazgûls herre, Häxmästaren av Angmar, rider, kommer Dernhelm och Merry till kungens undsättning. Dernhelm visar sig nu vara Éowyn, kungens systerdotter som också förbjudits att rida till strid, i förklädnad. Tillsammans förgör hoben och kvinnan den makt som det sagts aldrig kunde falla för en mans hand. Både Merry och Éowyn överlever, men med svåra skador, så de förbjuds att delta i den sista striden vid Mordors svarta port. När ringen slutligen förstörs och ondskan besegras, beger sig hoberna efter flera månaders firande och ceremonier hem till Fylke, där de blir tvungna att återställa ordningen efter att landet har halvt förstörts av Saruman, som med hjälp av Frodos kusin Lotho, tagit över Hobsala, och börjat styra och ställa över hoberna.